# Финансы в СССР
Финансы в СССР — финансовая система, существовавшая в СССР в 1923—1991 годах.

## Государственный бюджет и налоги
В период НЭПа власти СССР стремились уменьшить косвенные налоги, при этом увеличивались прямые налоги, что было связано, в том числе, с политикой сдерживания роста новой буржуазии. Прямые налоги в этом периоде включали промысловый налог, единый натуральный налог, денежный подворный налог, сельскохозяйственный налог, индивидуальное обложение кулацких хозяйств сельскохозяйственным налогом, подоходно-поимущественный, единый общегражданский налог, военный налог, налог на сверхприбыль, квартирный налог, налог с наследств и дарений. Косвенные налоги включали лишь акцизы на отдельные товары и налог с доходов от демонстраций кинофильмов. В первые годы НЭПа налоговые поступления были главным источником доходов государственного бюджета, но по мере развития государственного сектора экономики их доля сокращалась, а доля неналоговых доходов возрастала.
Отказ от НЭПа, укрепление административно-командной системы в конце 1920-х — начале 1930-х годов, естественно, коснулись и финансов. В 1930—1931 годах на основании постановления ЦИК и СНК СССР от 2 сентября 1930 года вместо многочисленных налогов и акцизов для государственных предприятий были введены два основных платежа — налог с оборота и отчисления от прибыли, а для кооперативных организаций — налог с оборота и подоходный налог. Для государственных промышленных предприятий была установлена ставка отчислений от прибыли в размере 81% взамен прежней ставки налога на прибыль в размере 38%. Остававшиеся 19 % и прибыли поступали в фонд улучшения быта работников (9,0%), на расширение производства (9,8%), на премирование работников (0,2%).
Во время Великой Отечественной войны были введены новые налоги (военный, на холостяков, одиноких и малосемейных граждан), были повышены цены на товары не первой необходимости (водку, табак, парфюмерию). Во время войны дефицит государственного бюджета СССР был невелик, а в 1944 годы доходы бюджета уже на 4,7 млрд. руб. превышали расходы.
В 1950-е — 1980-е годы структура доходной части государственного бюджета СССР была достаточно стабильной. Основную долю доходов бюджетной системы СССР давали налог с оборота и отчисления от прибыли государственных предприятий, а также средства государственного социального страхования и налоги с населения, которые включали подоходный налог, сельскохозяйственный налог и налог на холостяков, одиноких и малосемейных граждан. Данные о доходах бюджета от внешнеэкономической деятельности в официальных статистических сборниках начали сообщаться только с 1988 года, однако экспертные оценки говорят о постепенном повышении доли этих доходов, начиная с конца 1960-х годов: примерно с 10—12% от общей величины доходов бюджета до 18—20% в начале 1980-х годов. Это было связано с наращиванием объемов экспорта нефти и газа.
Бюджетная система СССР была многоуровневой. Одни виды доходов, например, доходы от внешнеэкономической деятельности, зачислялись напрямую в союзный бюджет, другие, например, налог с оборота или подоходный налог с граждан, зачислялись сначала в союзный бюджет, а затем министерство финансов СССР перераспределяло их между союзным и республиканским бюджетами, третьи — например, местные налоги или подоходный налог с кооперативов — зачислялись напрямую в местные бюджеты. При этом отчисления от прибыли государственных предприятий производились в бюджеты соответствующего уровня: предприятия союзного подчинения производили отчисления в союзный бюджет, республиканского — в республиканский, областного — в областной. 

## Государственные займы
Одним из важных источников пополнения государственного бюджета СССР долгое время были фактически принудительные займы у населения.
В 1922-1926 годах государственные займы размещались, в основном на рыночной основе. Государственные облигации давали их держателям доход и были достаточно ликвидными. Лишь «нэпманам» и крупным кооперативным объединениям местные финансовые органы порой настоятельно «предлагали» принять участие в подписке на займы.
Но затем политика изменилась. Так, в облигации «Государственного займа хозяйственного восстановления 1925 года», первая часть которого была эмитирована в июле 1925 года, а вторая — в ноябре 1926 года, все государственные учреждения и организации были обязаны вкладывать более половины своих резервных и запасных капиталов. Кооперативные объединения и акционерные общества также были должны вкладывать в облигации государственных займов 60% своих резервных капиталов. А, начиная с выпущенного 24 августа 1927 года «Государственного внутреннего шестипроцентного выигрышного займа индустриализации народного хозяйства Союза ССР» «среди трудящихся города и деревни» государственные займы стали размещаться «посредством коллективной подписки с рассрочкой платежа». Это происходило следующим образом: работник расписывался в подписном листе, где напротив его фамилии указывалась сумма, на которую приобретались облигации, после чего подписные листы передавались в бухгалтерию для производства ежемесячных удержаний из заработной платы в счет погашения подписки. Одновременно работнику выдавали «закрепительный талон», который давал право на получение облигаций займа после внесения всей суммы. Максимальный срок рассрочки платежа за приобретаемые облигации составлял обычно 10 месяцев.
Обычно работники подписывались на заем в сумме своего месячного оклада, а члены ВКП(б) — в размере двухмесячного оклада. Крестьянам облигации навязывали при расчетах за сдачу хлеба, сельсоветы иногда даже отказывали в регистрации браков тем, кто не подписался на заем. Способы принуждения были различными. Например, на дома неисправных плательщиков наклеивали плакаты с надписями: «Здесь заражено!», «Опасно!», на различных собраниях таких граждан сажали на черные скамьи, к которым подставляли гробы. В селе Екатериновка Одесской области в августе 1939 года колхозникам предлагалось приобрести облигации на 100 руб. Сославшись на свое плохое материальное положение, колхозница Е. Матрос согласилась подписаться только на 20 руб. От нее в грубой форме потребовали подписки в полном объеме, на что она сказала «Если так жить, то лучше повеситься», после чего её действительно вынули из петли. Но даже после такого председатель колхоза приказал не допускать к полевым работам тех, кто не подписался на заем.
Эти «добровольно-принудительные» займы были выигрышными, то есть по ним не начислялись проценты, а они были своего рода лотереей. Займы состояли обычно из двух выпусков: беспроигрышного и процентного. В процентных выпусках один выигрыш приходился в среднем на 12 облигаций. В беспроигрышных выпусках каждая облигация беспроигрышного выпуска теоретически должна была выиграть в течение 10 лет, но в 1936 году было объявлено об увеличении срока погашения облигаций с десяти лет до двадцати.
В 1938–1941 годах займы составили около 6 % доходов государственного бюджета, в 1942 году эта доля выросла до 7,4%, в 1943 году — до 8,7%, в 1944 году — до 9,8%, в 1945 году она составила 7,7 %. За счет займов во время Великой Отечественной войны было покрыто около 15 % всех расходов на оборону. Особенно выросла в годы войны нагрузка на крестьян: в 1940 годах средний размер подписки на займы на одно крестьянское хозяйство составлял 79 руб., в 1941 году — 101, в 1942 году — 253, в 1943 году — 552, в 1944 году — 646 руб. 

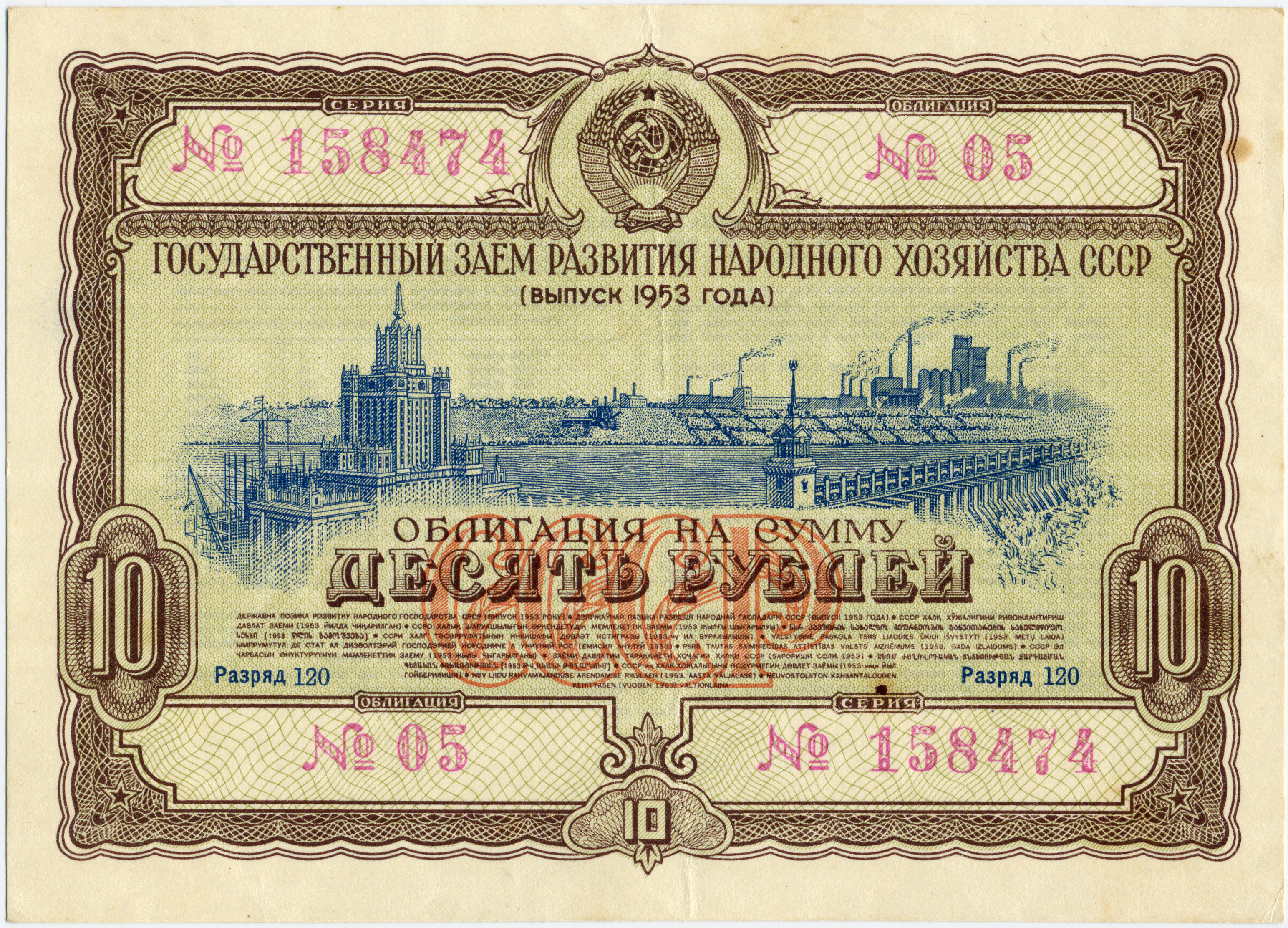
Облигация займа 1953 года

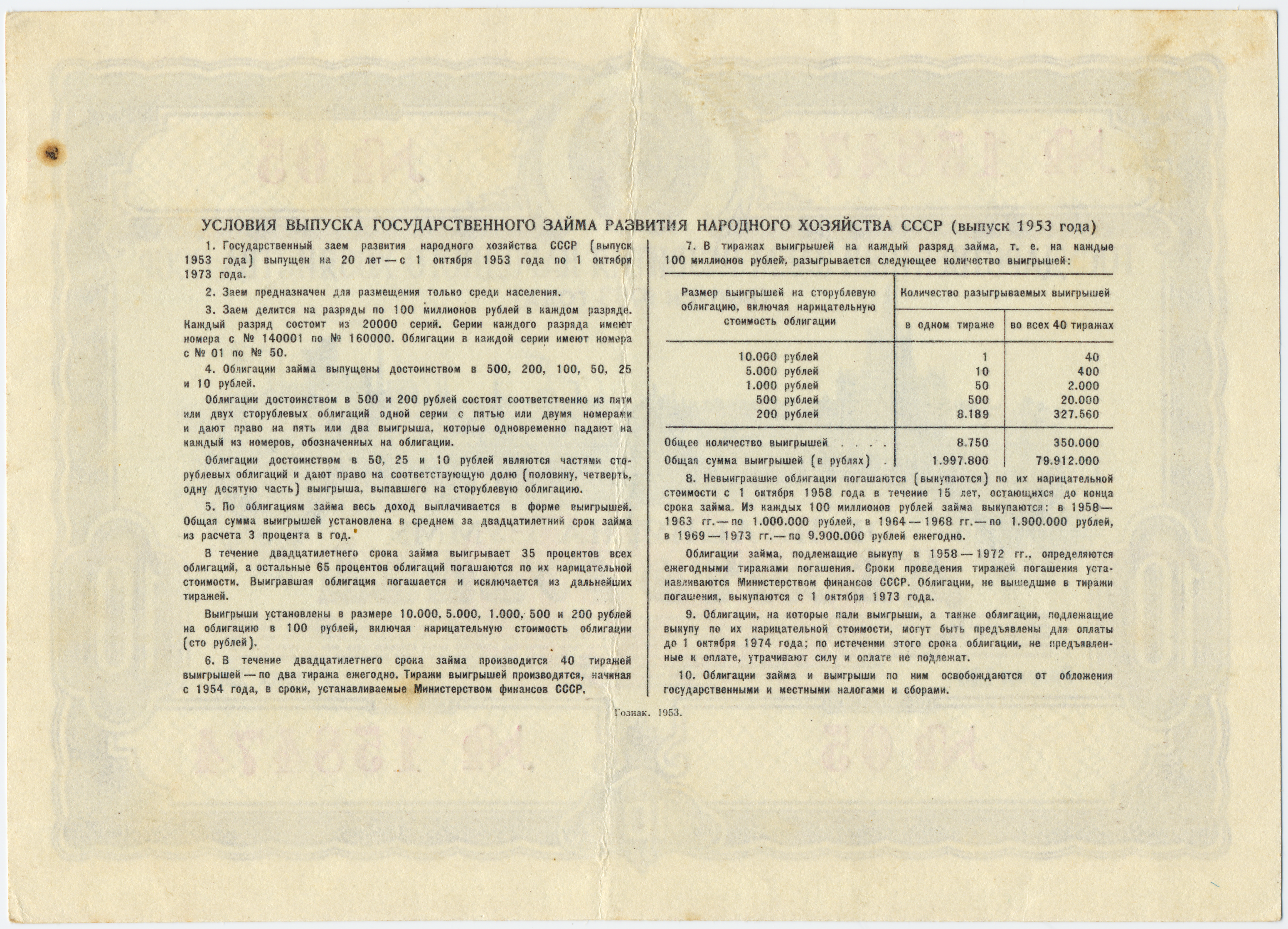
Оборотная сторона облигации займа 1953 года с условиями займа

При этом в СССР существовал «черный рынок» облигаций займов. Практически на каждом «колхозном рынке» велась нелегальная скупка облигаций по цене 5-10 руб. за сторублевую облигацию. Конечными покупателями облигаций были крупные дельцы «черного рынка», которые расплачивались ими друг с другом и, за неимением во многих случаях лучшего объекта инвестиций, хранили в них свои накопления. Облигации также были привлекательными для них, поскольку выигрыши по ним позволяли легализовать крупные траты за счет незаконно полученных доходов (приобретение автомобилей, дач).
В первой половине 1950-х годов государственные займы давали от 5 до 8 % доходов государственного бюджета. К 1956 году долг государства перед своими гражданами достиг таких размеров, когда обслуживать его стало весьма затруднительно. Когда в 1957 году подошел срок погашения процентных займов 1927 года, было принято радикальное решение: 19 апреля 1957 года ЦК КПСС и Совет Министров СССР издали постановление, согласно которому погашение облигаций отсрочивалось на 20 лет и прекращалось проведение тиражей выигрышей ранее выпущенных займов. При этом размещение новых «добровольно-принудительных» займов прекратилось. Никита Хрущёв заявил на XXI съезде КПСС: «Миллионы советских людей добровольно высказались за отсрочку на 20-25 лет выплат по старым государственным займам. Этот факт раскрывает нам такие новые черты характера, такие моральные качества нашего народа, которые немыслимы в условиях эксплуататорского строя».
Погашение «замороженных» облигаций началось лишь в 1974 году (то есть ранее чем через 20 лет после «заморозки»). Но к этому времени многие, не видя смысла в хранении облигаций, уже выбросили их. Последний советский государственный заем для населения был проведен в 1982 году.

## Банковская система
Пиком развития банковско-кредитной системы периода НЭПа можно считать 1926 год, когда в СССР было свыше 400 самостоятельных (в основном акционерных) банков. В 1930—1932 году была проведена кредитная реформа, после которой все кредитование должно было осуществляться только в централизованном порядке Государственным банком СССР.
По состоянию на 1986 год, банковская система СССР включала 4 компонента — Госбанк, Стройбанк, Внешторгбанк и Гострудсберкассы.
Создание банков на коммерческой основе было разрешено Законом «О кооперации в СССР», принятым 26 мая 1988 года. Устав кооперативного банка должен быть зарегистрирован в Государственном банке СССР. В конце лета 1988 года началось возрождение коммерческой банковской деятельности. Первым коммерческим банком в СССР стал «Союз-банк» из Чимкента (Казахская ССР), который был зарегистрирован в конце августа 1988 года. Несколькими днями спустя зарегистрировали первый коммерческий банк из РСФСР — ленинградский Кооперативный банк «Патент».

## Наличная денежная масса
Начиная с второй половины 1980-х годов, наблюдалось значительное нарастание наличной денежной массы (данные приводятся по покупюрному обращению, без учёта суммарной стоимости монет в обращении):
| Дата       | Наличная денежная масса в обращении (млн.р.) |
| ---------- | -------------------------------------------- |
| 01.01.1977 | 40 802,2                                     |
| 01.01.1978 | 44 189,3                                     |
| 01.01.1979 | 46 856,9                                     |
| 01.01.1980 | 47 983,3                                     |
| 01.01.1981 | 51 135,3                                     |
| 01.01.1982 | 52 016,5                                     |
| 01.01.1983 | 55 424,5                                     |
| 01.01.1984 | 60 648,8                                     |
| 01.01.1985 | 64 726,0                                     |
| 01.01.1986 | 68 724,4                                     |
| 01.01.1987 | 72 517,7                                     |
| 01.01.1988 | 78 275,4                                     |
| 01.01.1989 | 89 885,7                                     |
| 01.01.1990 | 108 027,6                                    |
| 01.01.1991 | 136 215,0                                    |